# Liên đoàn bóng đá Mali
Liên đoàn bóng đá Mali (Fédération Malienne de Football) là tổ chức quản lý, điều hành các hoạt động bóng đá ở Mali. Liên đoàn quản lý đội tuyển bóng đá quốc gia Mali, tổ chức các giải bóng đá như vô địch quốc gia và cúp quốc gia. Liên đoàn bóng đá Mali gia nhập FIFA năm 1962 và CAF năm 1963.